# Blanca Ares
Blanca Ares Torres (Madrid, 30 de diciembre de 1970) es una exjugadora de baloncesto española, que ocupaba la posición de alero. Después de retirarse de las canchas de baloncesto ha ejercido de periodista en la revista Gigantes, Sportmanía y Punto Radio Málaga. Sus logros deportivos más importantes fueron el ganar el Eurobasket del año 1993 y un quinto puesto en los Juegos Olímpicos de Barcelona.

## Selección española
- Eurobasket 1993 ( Peruggia)

## Vida privada
Está casada con el entrenador italiano Sergio Scariolo, con el que tiene dos hijos (Alessandro Scariolo y Carlotta), y anteriormente estuvo casada con el exjugador del Real Madrid Ismael Santos.

## Reconocimiento
Una instalación deportiva de baloncesto lleva su nombre en la ciudad madrileña de Leganés.
Miembro del Hall of Fame del Baloncesto Español (2022).